# Luís Domingues
Luís Domingues är en kommun i Brasilien.   Den ligger i delstaten Maranhão, i den nordöstra delen av landet, 1 600 km norr om huvudstaden Brasília. Antalet invånare är 6 510.
I omgivningarna runt Luís Domingues växer i huvudsak städsegrön lövskog. Runt Luís Domingues är det glesbefolkat, med 8 invånare per kvadratkilometer.